# Roulette russa

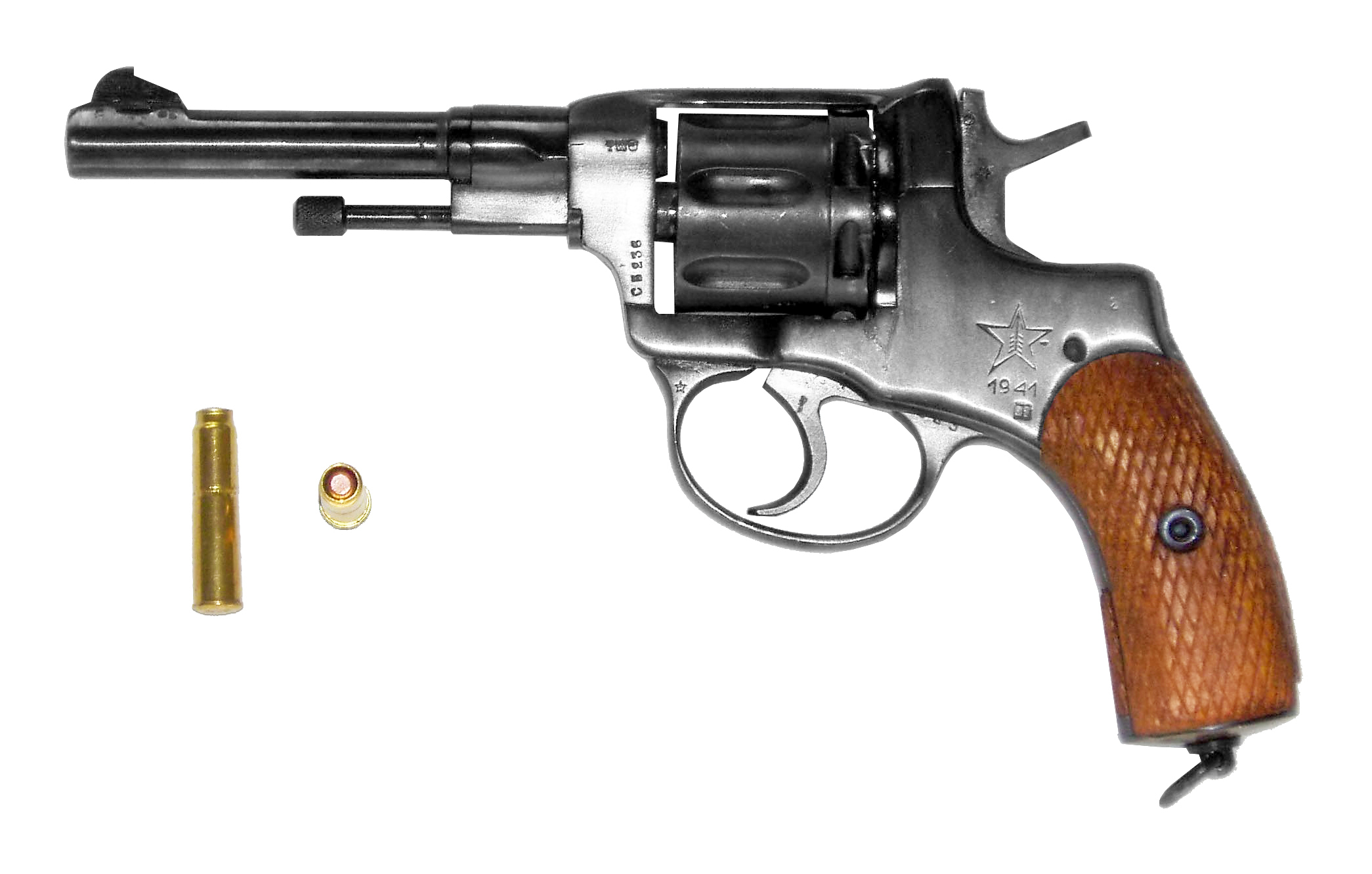
Un revolver Nagant M1895, di fabbricazione russa, associato per tradizione alla pratica della roulette russa.

La roulette russa è un gioco d'azzardo, potenzialmente letale, che consiste nel posizionare un solo proiettile in una rivoltella, ruotare velocemente il tamburo, puntarla verso la propria testa e premere il grilletto. Deriverebbe dalla similitudine col gioco d'azzardo della roulette, in cui si fa girare una ruota, e si scommette su quello che sarà il risultato.

## Storia
L'aggettivo "russa", probabilmente, è dovuto al fatto che la prima descrizione di una simile pratica è raccontata dallo scrittore russo Michail Lermontov nel racconto Un fatalista contenuto nel romanzo Un eroe del nostro tempo del 1840. Lermontov narra la storia del sottotenente Vulič, ufficiale di origini serbe dell'esercito zarista, che, per dimostrare la propria fiducia nell'immutabilità del destino, impugna una pistola presa nella camerata e la punta alla propria testa. Poi lancia una carta da gioco in aria e, appena questa tocca il suolo, preme il grilletto.
L'espressione fu utilizzata per la prima volta nel 1937 in un racconto omonimo scritto dallo scrittore americano George Surdez e pubblicato sulla rivista Collier’s Magazine. Nella storia si parlava dei giochi pericolosi a cui ricorrevano i soldati della Legione straniera francese per vincere la noia in Nord Africa.

## Caratteristiche
Il gioco consiste nel far ruotare il tamburo del revolver, in cui c'è solamente un proiettile, puntare la canna alla tempia e premere il grilletto. Se la camera di scoppio è vuota, si passa l'arma ad un altro partecipante e si fa nuovamente ruotare il tamburo. L'operazione si ripete finché il colpo va in canna e la pistola spara.
Esiste anche una variante in cui una persona minaccia l'altra con una pistola caricata con un unico colpo come mezzo di tortura e pressione psicologica per indurla a confessare o rivelare informazioni ruotando il tamburo e premendo il grilletto a ogni domanda o dopo risposte insoddisfacenti.
Il numero di proiettili nella rivoltella può anche variare, a patto che ci sia sempre almeno una camera vuota nel tamburo.

## Probabilità
I calcoli in questa sezione si basano sull'uso di un revolver a sei colpi con una singola camera caricata (seppure il revolver Nagant M95 abbia un tamburo a 7 colpi) . Non sono inclusi fattori anomali, come la possibilità di un colpo a vuoto.

### Variante: il tamburo del revolver viene fatto girare dopo ogni colpo
Con questa variante, l'ordine di turno è essenziale, poiché la probabilità di perdere diminuisce man mano che il turno di un giocatore si sposta più avanti.
Con un revolver a sei colpi, per ogni singolo colpo, la probabilità di perdere è {\displaystyle {\tfrac {1}{6}}\approx 16.7\%}. Tuttavia, poiché ogni giocatore entra in gioco solo se i giocatori precedenti hanno trovato una camera vuota, la probabilità complessiva di perdita per il giocatore {\displaystyle k} (partendo da 0) si riduce a {\displaystyle ({\tfrac {5}{6}})^{k}\cdot {\tfrac {1}{6}}}. Le probabilità complessive di perdita per ciascuno dei sei giocatori sono quindi, in ordine (approssimate alla prima cifra decimale):
- {\displaystyle 16.7\%},
- {\displaystyle 13.9\%},
- {\displaystyle 11.6\%},
- {\displaystyle 9.6\%},
- {\displaystyle 8.0\%},
- {\displaystyle 6.7\%}.

Più in generale, per un revolver con {\displaystyle n} camere, la probabilità complessiva di perdita per il giocatore {\displaystyle k} è {\displaystyle ({\tfrac {n-1}{n}})^{k}\cdot {\tfrac {1}{n}}}.
La probabilità che il revolver spari dopo sei colpi è {\displaystyle 1-({\tfrac {5}{6}})^{6}}, ovvero circa {\displaystyle 66.5\%}. Più in generale, per un revolver con {\displaystyle n} camere, la probabilità che spari dopo {\displaystyle k} colpi è {\displaystyle 1-({\tfrac {n-1}{n}})^{k}}, poiché questo è un caso di distribuzione geometrica con probabilità di successo pari a {\displaystyle {\tfrac {1}{n}}}.
Per calcolare il numero medio di turni necessari affinché il revolver spari, usiamo il concetto di valore atteso {\displaystyle {\bar {n}}}, che si ottiene sommando il prodotto tra ogni numero di turni {\displaystyle n} e la probabilità associata {\displaystyle p(n)} che il gioco duri esattamente {\displaystyle n} turni. La formula è:
{\displaystyle {\bar {n}}=\sum _{n=1}^{\infty }n\cdot \left({\frac {1}{6}}\right)\cdot \left({\frac {5}{6}}\right)^{n-1}}
Utilizzando proprietà della serie geometrica e delle derivate, possiamo calcolare che il risultato è 6. Questo significa che, in media, sono necessari sei turni prima che il revolver spari.

### Variante: il tamburo del revolver viene fatto girare una sola volta all'inizio
Con questa variante, l'ordine di turno non influisce sulla probabilità complessiva di perdita, che rimane la stessa per tutti i giocatori, ma influisce sulla probabilità di perdita di un singolo colpo, che aumenta con ogni colpo successivo.
Con un revolver a sei colpi, al colpo {\displaystyle k} (partendo da 0), il fatto che tutte le {\displaystyle k} camere precedenti siano risultate vuote riduce il numero totale di possibili posizioni del proiettile a {\displaystyle {6-k}}, e quindi la probabilità di perdere è {\displaystyle {\tfrac {1}{6-k}}}. Le probabilità di perdita per ciascuno dei sei giocatori sono quindi, in ordine (approssimate alla prima cifra decimale):
- {\displaystyle 16.7\%},
- {\displaystyle 20\%},
- {\displaystyle 25\%},
- {\displaystyle 33.3\%},
- {\displaystyle 50\%},
- {\displaystyle 100\%}.

Più in generale, per un revolver con {\displaystyle n} camere, la probabilità di perdita al colpo {\displaystyle k} (partendo da 0) è {\displaystyle {\tfrac {1}{n-k}}}.
Tuttavia, come nella variante con giro del tamburo, ogni giocatore entra in gioco solo se i giocatori precedenti trovano una camera vuota. La probabilità complessiva di perdita per il giocatore {\displaystyle k} è:{\displaystyle {\tfrac {1}{n-k}}\cdot \prod _{i=0}^{k-1}{\frac {n-i-1}{n-i}}={\frac {\cancel {n-1}}{n}}\cdot {\frac {n-2}{\cancel {n-1}}}\cdot ...\cdot {\frac {\cancel {n-k}}{\cancel {n-k-1}}}\cdot {\frac {1}{\cancel {n-k}}}={\frac {1}{6}}\approx 16.7\%}il che significa che la probabilità complessiva di perdita è sempre {\displaystyle 16.7\%} (per un revolver a sei colpi), indipendentemente dall'ordine di turno.
La probabilità che il revolver spari dopo sei colpi è {\displaystyle {\tfrac {6}{6}}}, ovvero {\displaystyle 100\%} in questa variante (il revolver sparerà sicuramente entro sei colpi). Più in generale, dopo {\displaystyle k} colpi, è {\displaystyle {\tfrac {k}{n}}}.
Il numero medio di colpi necessari affinché l'arma spari è {\displaystyle {\tfrac {n+1}{2}}} in questa variante (3,5 colpi per un revolver a sei camere).

## Nell'arte
La roulette russa viene utilizzata nel film [Sorrisi di una notte d’estate] 1955 diretto da Ingmar Bergman . E’ scelta per il duello tra due mariti gelosi.Scopriremo alla fine che uno dei due il conte Aramis ufficiale degli Ussari lo fa per gioco avendo caricato l’arma a salve. Il film è una famosa commedia d’amore.

### Cinema
Una famosa scena di roulette russa è presente nel film Il cacciatore (1978) con Robert De Niro e diretto da Michael Cimino. 
La roulette russa viene praticata anche dalla banda della yakuza nel film Sonatine (1993) di Takeshi Kitano. 
Il gioco ha ispirato 13 Tzameti di Géla Babluani (2005), il suo remake 13 - Se perdi... muori (2010) e Live! (2007). 
Una scena con la roulette russa è presente nel film Per un pugno nell'occhio (1965) di Franco e Ciccio e in Intacto, film spagnolo del 2001, diretto da Juan Carlos Fresnadillo. 
Una divertente scena con una roulette russa appare anche nel film, anch'esso spagnolo, Airbag di Juanma Bajo Ulloa. 
Nel film Irrational Man di Woody Allen è presente una scena di roulette russa interpretata da Joaquin Phoenix: il protagonista Abe Lucas, professore di filosofia in crisi esistenziale, impugna una pistola con un colpo nel tamburo e preme il grilletto ripetutamente mostrando di non nutrire più alcun interesse per la vita. 
Nel film Codice omicidio 187 il protagonista, un professore interpretato da Samuel L. Jackson, nel finale gioca alla roulette russa, costrettovi da un suo allievo. 
Una scena di roulette russa si può osservare nel film del 1997 Banzai di Carlo Vanzina con Paolo Villaggio. 
Una particolare versione, non letale, della roulette russa è la roulette greca presente nel film American Pie Presents: Beta House, in cui i concorrenti devono inserire in bocca una pistola e sparare, uno solo dei colpi fa aprire una capsula piena di sperma equino.

### Televisione
In un episodio dei Simpson Homer entra in marina insieme a Boe, Barney e Apu affermando che sarà come nel film Il cacciatore e Boe dicendo a proposito de Il cacciatore va sul retro dove Seymour Skinner, Krusty e due soldati vietnamiti stanno giocando a roulette russa in una scena molto simile a quella del film.
Nell'episodio 10 della prima stagione di Romanzo criminale - La serie, Bufalo è intento a giocare alla roulette russa con un cameriere del ristorante in cui si trova a pranzo. Il gioco verrà interrotto dall'intervento del Freddo.
Nell'episodio 12 della serie televisiva anime Occhi di gatto Sheila, una delle protagoniste, inizia a giocare alla roulette russa per poi ottenere un posto di lavoro su una nave casinò.
Nella sesta puntata della prima stagione della serie televisiva Gomorra - La serie, Ciro Di Marzio è costretto dal clan dei russi a giocare alla roulette russa prima che essi accettino l'accordo proposto dal boss Salvatore Conte.
Nel terzo episodio della seconda stagione delle serie televisiva I racconti della cripta, Lance Henriksen e Kevin Tighe interpretano due giocatori accaniti rivali che si sfidano l'uno contro l'altro in una serie di prove estreme, prima fra tutte la roulette russa.
Nella seconda parte della serie televisiva spagnola La casa di carta, Tokyo fa la roulette russa a Berlino, puntando però la pistola al collo, e questi venendo salvato non dalla sola fortuna, ma anche dall'intervento della banda.
Un altro esempio compare nel videoclip della famosa canzone di Rihanna Russian roulette: Rihanna insieme all'attore Jesse Williams gioca al gioco e alla fine Jesse muore.
Un altro esempio dove compare la roulette russa è nella serie televisiva Peaky Blinders, effettuata da Tatiana Petrovna nella stagione 3 episodio 4.
Nell'episodio One More della stagione 10 di The Walking Dead, Mays costringe Aaron e Gabriel a giocare a una versione modificata della roulette russa, ad ogni round viene data loro la possibilità di puntare la pistola contro se stessi o contro l'altro. Né Aaron né Gabriel muoiono durante il gioco.
Nell'episodio Partita speciale della sesta stagione de L'ispettore Coliandro, il protagonista viene immischiato in una scommessa in cui il giocatore si spara un colpo alla tempia, mentre gli altri giocatori scommettono sulla sua sopravvivenza, con l'accortezza, tra una mano e l'altra, di caricare nuovamente il tamburo del revolver per azzerare le probabilità.
Nella serie TV Gotham, nel terzo episodio della quinta stagione, Ecco incoraggia i futuri seguaci di Jeremiah a giocare alla roulette russa, gioco a cui parteciperà anche Selina Kyle.
Nella quarta stagione del sesto episodio di Sons Of Anarchy, il club costringe due membri a sottoporsi al gioco della roulette russa per individuare chi ha fatto sparire il panetto di droga da dare, insieme agli altri 29, al cartello messicano.
Nel primo episodio della seconda stagione della serie TV Squid Game, Gi-Hun accetta di giocare alla roulette russa con il reclutatore dei giochi, con la variante in cui il tamburo non viene fatto girare nuovamente dopo ogni turno, e l'ultimo colpo (il sesto) spetta al reclutatore, che muore.

### Videogiochi
Durante il finale di Metal Gear Solid 3: Snake Eater, Ocelot decide di chiudere con Naked Snake il loro ultimo scontro del gioco con una roulette russa, puntandosi i revolver l'uno contro l'altro e il giocatore dovrà scorrere contro Ocelot ogni camera fino all'ultima contenente il proiettile, ma nonostante il risultato (quattro diversi, in cui Snake vince o sbaglia mira, o Ocelot vince o perde), entrambi rimarranno illesi (essendo l'arma rispettivamente di Snake nel primo caso e nel terzo di Ocelot stata caricata a salve, mentre nel quarto caso non è stato sparato nemmeno un colpo).
In Danganronpa 2: Goodbye Despair, Nagito Komaeda, per provare la sua abilità di studente fortunato, gioca alla roulette russa inserendo nel tamburo 5 colpi su 6. Si punta la pistola alla testa premendo il grilletto, ma il ragazzo riesce a salvarsi non trovando nessun colpo in canna, provando così la sua fortuna.
In Detroit: Become Human, Hank Anderson, poliziotto alcolizzato dopo la morte del figlio Cole, per provare il suicidio gioca alla roulette russa inserendo nel tamburo 1 colpo su 6. Ma essendo troppo ubriaco, non riesce a finire il gioco, svenendo in terra.
In Call of Duty: Black Ops Mason, Woods e Bowman vengono catturati dai Viet Cong. Bowman viene ucciso da un torturatore con un tubo, mentre Mason e Woods sono costretti, dai carcerieri a giocare alla roulette russa. Il primo turno spetta a Woods e il colpo andrà a vuoto. Mason, un attimo prima di premere il grilletto, punta l'arma verso uno dei carcerieri, uccidendolo, creando, in questo modo, un utile diversivo che consentirà loro la fuga.
In Buckshot Roulette, lo scopo del gioco è proprio questo: sfidare lo spaventoso "dealer" anche con l'ausilio di oggetti quali birre, sigarette, coltelli, lenti di ingrandimento e manette.